# Карабаш (Тюменская область)
Карабаш — село Ялуторовского района Тюменской области России. Административный центр Карабашского сельского поселения.

## Население
| 2010 | 2014 |
| ---- | ---- |
| 544  | ↗661 |

## Инфраструктура
- Средняя общеобразовательная школа
- Комплекс с горячими источниками[3].